# Exército Republicano Irlandês Provisório
O Exército Republicano Irlandês Provisório (IRA Provisório), oficialmente conhecido como Exército Republicano Irlandês (IRA; em irlandês:  Óglaigh na hÉireann) e informalmente conhecido como os provos, foi uma força paramilitar republicana irlandesa que buscava acabar com o domínio britânico na Irlanda do Norte, facilitar a reunificação irlandesa e criar uma república independente que abranja toda a Irlanda. Foi o grupo paramilitar republicano mais ativo durante os conflitos na Irlanda do Norte. Argumentou que a República da Irlanda, composta por todas as ilhas, continuava a existir e se via como o exército desse estado, o único sucessor legítimo do IRA original da Guerra da Independência da Irlanda. Foi designada organização terrorista no Reino Unido e organização ilegal na República da Irlanda, cuja autoridade rejeitou ambas.
O IRA Provisório surgiu em dezembro de 1969, devido a uma divisão na encarnação anterior do IRA e no movimento republicano irlandês mais amplo. Foi inicialmente a facção minoritária na divisão em comparação com o IRA Oficial, mas tornou-se a facção dominante em 1972. Os conflitos começaram pouco antes, quando uma campanha em grande parte católica e não violenta pelos direitos civis foi recebida com violência tanto por parte dos lealistas do Ulster quanto da Polícia Real do Ulster (RUC), culminando nos motins de agosto de 1969 e no envio de soldados britânicos. O IRA concentrou-se inicialmente na defesa de áreas católicas, mas iniciou uma campanha ofensiva em 1970 que foi auxiliada por fontes externas, incluindo comunidades da diáspora irlandesa na Anglosfera, e a Organização para a Libertação da Palestina e o líder líbio Muammar Gaddafi. Utilizou táticas de guerrilha contra o Exército Britânico e a RUC tanto em zonas rurais como urbanas, e realizou uma campanha de bombardeamento na Irlanda do Norte e em Inglaterra contra alvos militares, políticos e econômicos, e alvos militares britânicos na Europa continental. Eles também visaram prestadores de serviços civis para as forças de segurança britânicas. A campanha armada do IRA, principalmente na Irlanda do Norte, mas também em Inglaterra e na Europa continental, matou mais de 1.700 pessoas, incluindo cerca de 1.000 membros das forças de segurança britânicas e 500-644 civis.
O IRA Provisório declarou um cessar-fogo final em julho de 1997, após o qual o seu braço político, o Sinn Féin, foi admitido em conversações de paz multipartidárias sobre o futuro da Irlanda do Norte. Estas resultaram no Acordo de Sexta-Feira Santa de 1998 e, em 2005, o IRA encerrou formalmente a sua campanha armada e desmantelou as suas armas sob a supervisão da Comissão Internacional Independente sobre o Desmantelamento. Vários grupos dissidentes foram formados como resultado de divisões dentro do IRA, incluindo o IRA da Continuidade, que ainda está ativo na campanha republicana irlandesa dissidente, e o IRA Real.